# ژی برونو
ژی برونو (به فرانسوی: Augustine Tuillerie - G.Bruno) نویسنده قرن نوزدهم میلادی اهل فرانسه بود.